# Margareta Andersson
För andra personer med samma namn, se Margareta Andersson (friidrottare) eller Margareta Andersson (läkare).
Rut Margareta Andersson, född Jonsson 6 maj 1948 i Eksjö landsförsamling, är en svensk politiker (centerpartist).
Andersson var riksdagsledamot mellan 1995 och 2006, invald i Jönköpings läns valkrets. Hon var framför allt aktivt i arbetsmarknadsutskottet, som suppleant 1995–1998 och som vice ordförande 1998–2006. Hon var även ledamot i EU-nämnden 2002–2004 samt suppleant i justitieutskottet och kulturutskottet.